# Ralph Bunche
Ralph Johnson Bunche, född 7 augusti 1904 i Detroit, Michigan, död 9 december 1971 i New York, var en amerikansk statsvetare, sociolog och diplomat som mottog Nobels fredspris 1950.
Bunche blev 1937 professor vid Harvard University och medverkade 1938 - 40 i Carnegiestiftelsens undersökning av den svarta befolkningens ställning i USA (Gunnar Myrdal sysslade med samma frågor).
Åren 1941 - 47 verkade han som expert för den amerikanska regeringen rörande rasrelationer, USA:s förhållanden till Afrika och Mellanamerika m.m. Under åren 1948 - 71 hade han flera uppdrag inom FN, bland annat som medlare i Palestinafrågan 1948 - 49 och som FN-representant i Kongo-Léopoldville 1960. Han var den första chefen över  den av Dag Hammarskjöld inrättade enheten för särskilda politiska frågor, UN Office for Special Political Affairs, som sedermera blev DPKO, FN:s avdelning för fredsbevarande insatser.
Bunche utsågs 1968 till undergeneralsekreterare i FN.

## Utmärkelser
- Springarnmedaljen 1949
- Nobels fredspris 1950
- Presidential Medal of Freedom with Distinction 1963